# جرعه‌ای از دریا
جرعه‌ای از دریا کتابی چهار جلدی، شامل تعلیقات و تألیفات و بیانات شفاهی سید موسی شبیری زنجانی از مراجع تقلید شیعه است. این کتاب، توسط انتشارات موسسه کتابشناسی شیعه در سه فصل (حواشی فارسی، حواشی عربی و طریقیّات) منتشر شده‌است. این اثر، خاطرات ناب و نشنیده بسیاری را از زندگانی علماء شیعه که مؤلف یا بشخصه یا به واسطه آن را شنیده یا دیده‌است را روایت می‌کند. سید علی خامنه‌ای نیز از انتشار و چاپ این اثر استقبال کرد.

## کلیات
فصل حواشی فارسی این کتاب شامل حواشی و تعلیقات فارسی مؤلف بر کتاب‌های فارسی یا مقالات و مصاحبات فارسی علماء شیعه است. فصل تعلیقات عربی، شامل تعالیق عربی مؤلف بر کتب مهم تراجم و رجال است. فصل پایانی کتاب با عنوان «طریقیات» شامل افادات شفاهی وی دربارهٔ تراجم بسیاری از علمای شیعه است که نوعاً در مسیر اقامه نماز یا تدریس افاده شده‌است و حاوی مطالب دقیق و دست اول تراجم و رجال است.

## فصول و بخش‌ها

### جلد اول
- مقالات عربی: ۸ مقاله[۲][۳]
- مقالات فارسی: ۱۴ مقاله[۲][۳]

### جلد دوم
مقالات عربی: ۸ مقاله
مقالات فارسی: ۱۲ مقاله
جلد اول و دوم مجموعاً شامل ۱۳۴۲ صفحه است که ۵۵۵ صفحه آن را فصل طریقیات تشکیل داده‌است.
برخی از عناوین مقالات فارسی عبارتند از: مؤلف تبصرةالعوام، فهرست شیخ منتجب‌الدین، قاموس‌الرجال و صاحب آن، ابوالعباس نجاشی و عصر وی، چشمه‌هایی از فضایل میرزای بزرگ شیرازی، ابعاد شخصیت شیخ انصاری، خاندانی بزرگ، لزوم ارزیابی سندی احادیث کافی، حاشیه بر مکارم الآثار، حاشیه بر دو گفتار علامه سید محمدعلی روضاتی، حاشیه بر دومین دو گفتار و…
برخی از عناوین مقالات عربی عبارتند از: سند زیارهٔ عاشورا، المنهج الصحیح فی تحقیق الکافی، الحاشیة علی رسالة عدیمة النظیر فی أحوال أبی‌بصیر، الحاشیة علی إجازة السیدحسن الصدر للشیخ آقابزرگ، الحاشیة علی تکملة أمل‌الآمل، الحاشیة علی الکرام البررة و…

### جلد سوم
جلد سوم با ۷۶۲ صفحه در سال ۱۳۹۴ منتشر شده‌است.

## بخشی از کتاب
شبیری زنجانی در مطلبی، داستانی از میرزای شیرازی را چنین نقل می‌کند:
میرزا می‌خواسته نامه‌ای به ناصرالدین شاه بنویسد. آقا سیّد عبدالمجید متن نامه را تهیه می‌کند تا میرزا امضا کند. وقتی میرزا نامه را مطالعه می‌کند، تأمل می‌کند. دوباره مطالعه و تأمل می‌کند و خلاصه طول می‌کشد. آقا عبدالمجید از میرزا می‌پرسد که اگر به نظر مبارک جایی از نامه ایراد دارد، یک نامه دیگر بنویسم. تأمل آقا از چه جهت است؟ میرزا می‌فرماید: شما در اینجا راجع به ناصرالدین شاه نوشته‌اید: «من شما را دعا می‌کنم» و من الآن می‌خواهم ببینم که ایشان را دعا می‌کنم؟ آیا دعا کرده‌ام؟ آیا این حرف درستی است و شرعاً می‌توان نوشت؟ یک قدری که می‌گذرد، میرزا می‌فرماید: عیب ندارد، بنویسید: چون ناصرالدین شاه در یک جریانی یک‌وقت، خدمتی به شیعه کرد و من دعایش کردم، پس نوشتن این جمله عیبی ندارد.

## وضعیت نشر
این کتاب توسط مؤسسه کتاب‌شناسی شیعه، در ۴ جلد منتشر شده‌است.

## جوایز
جرعه‌ای از دریا در سی‌امین دوره کتاب سال جمهوری اسلامی ایران، به عنوان کتاب برگزیده معرفی و از آن تجلیل شد. همچنین در سیزدهمین دوره جایزه کتاب فصل نیز از پدیدآورندگان این کتاب تجلیل شد.